# The Nerves
The Nerves est un groupe américain de rock formé à San Francisco en 1975 par le bassiste Peter Case, le batteur Paul Collins et le guitariste Jack Lee.
Malgré une courte carrière, The Nerves est considéré comme l'un des principaux représentants du mouvement power pop. Le groupe est surtout connu grâce à la chanson Hanging on the Telephone. Reprise par Blondie en 1978, elle atteint la 5e place des charts britanniques.

## Biographie

### Une brève carrière
En 1976, le groupe sort un EP 4-titres, auto produit et distribué sur le label indépendant Bomp! Records. Il comprend les morceaux Hanging on the Telephone (composé par Jack Lee), When You Find Out (Peter Case), Give Me Some Time (Jack Lee) et Working too Hard (Paul Collins) et reste le seul témoignage discographique officiel de leur courte carrière. Après s'être produit en Californie, notamment en première partie des Ramones, le groupe se lance dans une tournée nationale, mais se sépare peu après. Peter Case et Paul Collins tentent de prolonger leur carrière sous le nom de The Breakaways avec un nouveau guitariste, avant de fonder respectivement les Plimsouls et The Beat.
Le EP d'origine est désormais introuvable, il a été réédité au format vinyle en 1986 par Offence Records, agrémenté de six autres titres ; puis par Penniman Records, qui édite le EP 6-titres 25th Anniversary en 2001. Ces morceaux figurent également sur une compilation consacrée à Jack Lee sortie en 1992 et intitulée That's Totally Pop. En 2008, le label Alive Records édite au format CD une compilation de vingt titres, intitulée One Way Ticket, comprenant le EP original des Nerves, des morceaux inédits et  démos enregistrés par le groupe, ainsi que des extraits de concerts,.
Des titres des Nerves figurent sur deux compilations éditées par Rhino Records en 1993 et 2005. Hanging on the Telephone et When You Find Out sont inclus sur D.I.Y.: Come Out and Play: American Power Pop I (1975-78). One Way Ticket figure sur une compilation de la série Nuggets, intitulée Children of Nuggets: Original Artyfacts from the Second Psychedelic Era - 1976-1995.

### Hanging on the Telephone
Le titre Hanging on the Telephone est repris par le groupe Blondie sur leur album Parallel Lines, qui comporte une autre composition de Jack Lee, Will Anything Happen. Sorti en single en 1978, Hanging on the Telephone se classe 5e des ventes en Grande-Bretagne. Le morceau a été repris par de nombreux groupes, dont L7, Def Leppard et Cat Power. En 2005, la version de Chan Marshall illustre un spot publicitaire de l'opérateur téléphonique américain Cingular.

### L'après Nerves
Paul Collins fonde The Beat et sort en 1979 un album éponyme édité par Columbia, puis l'album The Kids Are the Same en 1982. Peter Case réalise deux albums avec les Plimsouls, Everywhere at Once en 1983 et One Night In America, live sorti en 1988, annonçant le mouvement Paisley Underground. Il poursuit depuis une carrière solo. Jack Lee s'est lancé dans une très courte carrière solo, enregistrant l'album Jack Lee's Greatest Hits, Vol. 1 en 1981, mais a connu plus de succès en tant que compositeur. Il est l'auteur du morceau Come back and stay popularisé par le chanteur britannique Paul Young en 1983.

## Style musical et influences
Les trois membres du groupe étaient multi-instrumentistes, composant et chantant à tour de rôle. Bien qu'éphémère, The Nerves est l'un des principaux représentants de la scène power pop, leur style se caractérise par une pop à guitares racée, nerveuse et mélodique,,. Leur musique est influencée par les sixties, notamment la première période des Beatles, ainsi que la scène californienne, Byrds et Buffalo Springfield en tête.

## Discographie

### EP
- The Nerves (1976)

### Rééditions
- The Nerves: Jack Lee, Paul Collins, Peter Case (compilation 10 titres, 1986, Offence Records)
- 25th Anniversary (EP 6-titres, 2001, Penniman Records)
- One Way Ticket (compilation 20 titres, 2008, Alive Records)

### Compilations
Des titres des Nerves figurent sur les compilations suivantes :
- D.I.Y.: Come Out and Play: American Power Pop I (1975-78) (1993, Rhino Records)
- Children of Nuggets: Original Artyfacts from the Second Psychedelic Era - 1976-1995 (2005, Rhino Records)